# Hwang Eun-ju
Hwang Eun-ju (kor.황 은주 ;ur. 22 czerwca 1987) – południowokoreańska zapaśniczka. Zajęła osiemnaste miejsce na mistrzostwach świata w 2015. Zdobyła brązowy medal na igrzyskach azjatyckich w 2014 i piąta w 2018. Trzecia na mistrzostwach Azji w 2018 i 2019 roku.
Absolwentka Woosuk University z prowincji Jeolla Północna.